# Demigod (игра)
Demigod (с англ. — «Полубог, кумир») (рус.  Demigod: Битвы Богов)  — компьютерная игра в жанре MOBA, разработанная Gas Powered Games и изданная компанией Stardock. Концепция игры создана на основе многопользовательской карты DotA для Warcraft III: The Frozen Throne. Demigod представляет собой сплав RPG и стратегии, типичный для игр жанра MOBA.

## Игровой процесс
В игре существует 10 полубогов, разделённых на 2 вида: ассасины и полководцы. У каждого полубога есть собственный набор специальных способностей, становящихся доступными с получением новых уровней: чем выше уровень полубога, тем более мощные способности. Очки опыта зарабатываются, когда игрок убивает врагов и захватывает флаги. Для улучшения своего героя игрок также может купить в лавке одежду, повышающую характеристики персонажа, а для боя — различные зелья здоровья, телепорта и т. п. Золото зарабатывается в шахтах.

## Условия победы
На различных аренах проходят состязания четырёх основных типов с разными условиями победы:
- Завоевание — победить, разрушив цитадель противника.
- Владычество — победить, набрав определённое количество очков войны за захват и удержание флагов.
- Полное уничтожение — одержать победу, уничтожив враждебных полубогов заданное число раз.
- Крепость — одержать победу, уничтожив все крепости противников.

## Полубоги
В игре игрок может выбрать одного из 10 героев, которые поделены на 2 лагеря: полководцы и ассасины.
Полководцы — ведут за собой отряды приспешников, которых можно призвать при помощи свитков и специальными умениями.
Полководцами в игре являются:
- Заступник
- Королева Терний
- Седна
- Алый Господин
- Вотан[3]

Ассасины очень сильны и могут наносить противнику огромный урон, но действуют самостоятельно.
Ассасинами являются:
- Нечистый
- Фудзияма
- Регул
- Измаил
- Кровавый Демон[3]

## Обновления
Уже через две недели после выхода игры разработчики объявили о выходе трех дополнений в год выхода. В первом будет представлена полноценная кампания из 24 миссий, а также новый режим Deathmatch (10 декабря 2009 был выпущен патч 1.2 добавляющий в игру 2 новых персонажей и исправляющий механику и баланс игры). Во втором будут доступны 3 новых полубога и 7 новых карт. А в третьем появится полноценный SDK
Для русскоязычных пользователей обновления игры доступны для скачивания с сайта издателя в России. Также можно обновить версию Demigod до последней актуальной установив программу Impulse, которая будет автоматически проверять наличие обновлений.

## Реакция игровой прессы
| Сводный рейтинг | Сводный рейтинг |
| Агрегатор       | Оценка          |
| --------------- | --------------- |
| GameRankings    | 78,34 %         |

Российский портал игр Absolute Games поставил игре 65 %. Обозреватели отметили превосходную графику. К недостаткам были отнесены слабый мультиплеер и малое количество игровых карт. Вердикт: «Сейчас Demigod вызывает лишь раздражение. На одну нормальную схватку в мультиплеере приходятся три кошмарные, а возня с глупыми ботами вгоняет в апатию. Даже если Gas Powered Games и Stardock приведут проект в чувство, им не стереть наши воспоминания о платном бета-тестировании».
Журнал Игромания поставил игре 8.5 баллов из 10-ти, сделав следующее заключение: «Gas Powered Games блестяще справились со своей задачей. Взяв любительский концепт, они довели его до ума, прикрутив к проверенной механике прекрасную графику, удобный интерфейс, отличное звуковое сопровождение и систему онлайн-турниров. Если вы ищете сетевую стратегию, которая сочетала бы напряженную командную игру, важные тактические решения и RPG-элементы, то Demigod создана для вас. Но если вас манят долгие сюжетные кампании с видеороликами, диалогами и страдающими героями, то это — определенно не ваш выбор».
Страна Игр поставила игре 9.0 из 10 баллов. К достоинствам были причислены игровой процесс и проработанный игровой мир, красивую графику и сильный ИИ. К недостаткам отнесли слабый сюжет. Вердикт: «В эпоху царствования брендов и раскрутки некоммерческий проект DotA Allstars не мог не затеряться. Игра, появившаяся почти случайно, до сих пор с трудом находит путь к игроку. И все-таки находит, ведь в мире Интернета коварным корпорациям не так-то просто спрятать хорошую вещь. Но эти самые коварные нанесли ответный удар — скопировали народную игру. Будем надеяться, что хотя бы клон принесет славу новому, пока непризнанному жанру, тихонько заведшемуся в подполье Blizzard. И, да, оценку Demigod получает, конечно, на двоих с DotA Allstars».

## Проблемы с пиратством
Ещё до выхода игры Gas Powered Games и Stardock Corporation утверждали об отсутствии защиты. Через неделю после выхода игры Stardock Corporation обновила статистику на сайте проекта Demigod и её представители были шокированы, поскольку с момента запуска игры прошла неделя, онлайн-режим уже опробовало 120 тысяч игроков, но только 18 тысяч приобрели лицензионную копию.